# Мартиненко Віра Григорівна
Ві́ра Григо́рівна Марти́ненко (1 травня 1946, Мар'янівка) — українська співачка (сопрано) і педагог; народна артистка України з 1994 року.

## Життєпис
Народилася 1 травня 1946 року в селі Мар'янівці (нині Білоцерківський район Київської області, Україна). 1966 року закінчила студію при Українському народному хорі імені Григорія Верьовки; 1975 року — Київський інститут культури.
Протягом 1966—1997 років — солістка хору імені Григорія Верьовки, одночасно у 1970–1997 роках виступала у складі вокального тріо з Поліною Павлюченко та Наталією Цюпою та у 1985–1997 роках викладала сольний спів у Інституті культури.
З 1997 року живе і працює в Канаді в Торонто, де з 1999 року – солістка жіночого хору «Діброва»; з 2000 року очолювала церковний хор в православній церкві святого Андрія Первозваного. 
Гастролювала у Сполучених Штатах Америки, Канаді, Франції, Іспанії, Португалії, Російській Федерації, країнах Південної Америки, Мексиці, Чехословаччині, Польщі, Північній Кореї, Німеччині. Має записи на компакт-дисках.